# Dipodarctus borrori
Espèce
Synonymes
- Hemitanarctus chimaera de Zio Grimaldi, D'Addabbo Gallo, Morone De Lucia & Troccoli, 1995

Dipodarctus borrori est une espèce de tardigrades de la famille des Halechiniscidae.

## Distribution
Cette espèce se rencontre dans l'océan Pacifique à Hawaï et dans la mer Méditerranée en Italie.

## Publication originale
- Pollock, 1995 : New marine tardigrades from Hawaiian beach sand and phylogeny of the family Halechiniscidae. Invertebrate Biology, vol. 114, no 3, p. 220-235.